# Basiliola beecheri
Basiliola beecheri är en armfotingsart som först beskrevs av Dall 1895.  Basiliola beecheri ingår i släktet Basiliola och familjen Basiliolidae. Inga underarter finns listade i Catalogue of Life.